# Sylwia Mildner-Szkudlarz
Sylwia Mildner-Szkudlarz – polska technolożka żywności i żywienia, profesor nauk rolniczych, wykładowczyni Uniwersytetu Przyrodniczego w Poznaniu.

## Życiorys
Sylwia Mildner-Szkudlarz w 2000 uzyskała tytuł magistra inżyniera nauk o żywności i żywieniu na Wydział Technologii Żywności Akademii Rolniczej im. Augusta Cieszkowskiego w Poznaniu. W 2005 tamże doktoryzowała się w dziedzinie nauk rolniczych, dyscyplina technologia żywności i żywienia, specjalność koncentraty spożywcze, przedstawiwszy napisaną pod kierunkiem Henryka Jelenia dysertację Wykorzystanie analizy związków lotnych i metod chemometrycznych do oceny stopnia utlenienia i wykrywania zafałszowań olejów roślinnych. W 2015 otrzymała stopień doktor habilitowanej w zakresie technologii żywności i żywienia na podstawie dorobku naukowego oraz dzieła Wytłoki gronowe – funkcjonalny dodatek podwyższający aktywność biologiczną produktów zbożowych. W 2022 otrzymała tytuł profesora nauk rolniczych w dyscyplinie technologia żywności i żywienia.
Jej zainteresowania badawcze obejmują: chemię zbóż; kinetykę tworzenia produktów reakcji Maillarda w żywności; zagospodarowanie produktów odpadowych przemysłu spożywczego.
Od 2005 zawodowo związana z Katedrą (Zakładem) Technologii Żywności Pochodzenia Roślinnego macierzystego wydziału.
Członkini Polskiego Towarzystwa Technologów Żywności.